# دانشگاه نظربایف
دانشگاه نظربایف (به قزاقی: Nazarbayev University) یک دانشگاه در قزاقستان است که در نورسلطان واقع شده‌است.